# Mizasta gora
Mizasta gora (angleško Table Mountain, kojkojsko Huriǂoaxa, afrikansko Tafelberg) je 1087 m visoka mizasta gora.
Tvori vidno znamenitost s pogledom na mesto Cape Town v Južnoafriški republiki. Gora je prikazana na zastavi Cape Towna in drugih simbolih lokalne vlade. Je znana turistična atrakcija, obiskovalci pa lahko na vrh pridejo z žičnico ali peš.